# مي (أسطورة)
يُعتبر المي (بالسومرية:𒈨، بالأكادية: paršu بارشو) في الأساطير السومرية، أحد مراسيم الآلهة التي شكلت أساسًا لتلك المؤسسات الاجتماعية والممارسات الدينية والتقنيات والسلوكيات والأعراف والظروف الإنسانية التي صنعت الحضارة، كما فهمها السومريين على الأرجح. وهي أساسية لفهم السومريين للعلاقة بين البشرية والآلهة.

## الأصل والطبيعة الأسطوريين
جمع إنليل الميات في الأصل ثم سلمها إلى وصاية إنكي، الذي تعين عليه إبرامهم في مختلف المراكز السومرية، بدءًا من مدينته إريدو واستمرارًا إلى أور وميلوحة ودلمون. يوصف هذا في قصيدة «إنكي والنظام العالمي» التي توضح بالتفصيل كيف ينقل مسؤولية الحرف المختلفة والظواهر الطبيعية إلى الآلهة الأدنى. يُشاد هنا بميات الأماكن المختلفة ولكن لا تُحدد بوضوح، ويبدو أنها تختلف عن المسؤوليات الفردية لكل إله إذ تُذكر مقترنةُ مع الأماكن المحددة بدلًا من الآلهة. بعد قدر كبير من تمجيد الذات من جانب إنكي، تحضر ابنته إنانا أمامه تشكو أنها أعطيت اهتمامًا قليلًا بمجالات نفوذها الإلهي. يبذل إنكي قصارى جهده لإسترضائها بالإشارة إلى الميات التي تمتلكهم بالفعل.
لا توجد صلة مباشرة مضمنة في الدورة الأسطورية بين هذه القصيدة والمصدر الرئيسي لمعلوماتنا حول الميات، «إنانا وإنكي: نقل فنون الحضارة من إريدو إلى أوروك»، ولكن يكون استياء إنانا موضوعًا مرةً أخرى. كانت إنانا إلهة الوصاية لأوروك ورغبت في زيادة نفوذها ومجدها بجلب الميات إليها من إريدو. سافرت إلى ضريح إنكي في إيريدو، إي-أبزو، في «قاربها السماوي»، وطلبت منه الميات بعد سكره، لذا امتثل لها. يعود إلى رشده بعد مغادرتها مع الميات، ويلاحظ أنهم مفقودون من مكانهم المعتاد، وعند إبلاغه بما فعل بهم، يبدأ محاولات استعادتهم. تفشل محاولاته وتوصلهم إنانا منتصرةً إلى أوروك.
لا تصف الألواح السومرية أبدًا شكل أي من هذه الميات، لكن تُمثل بوضوح بواسطة أشياء مادية من نوع ما. لا يقتصر الأمر على تخزينها في مكان بارز في إي-أبزو، بل تكون إنانا قادرة أيضًا على عرضها على سكان أوروك بعد وصولها معهم في قاربها. يكون بعضها أشياء مادية بالفعل مثل الآلات الموسيقية، ولكن العديد منها عبارة عن تقنيات مثل «حياكة السلال» أو تجريدات مثل «النصر». لم توضح القصيدة كيف يمكن تخزين هذه الأشياء أو التعامل معها أو عرضها.
لا تعد جميع الميات رائعة أو مرغوبة، فإلى جانب وظائف «البطولة» و«النصر» هناك «تدمير المدن» و«الكذب» و«العداء». من الواضح أن السومريين اعتبروا مثل هذه الشرور والخطايا جزءًا لا مفر منه من التجربة الإنسانية في الحياة، بموجب مرسوم إلهي وغامض، ولا ينبغي التشكيك فيها.

## قائمة الميات
رغم أنه هناك أكثر من مئة مي مذكورة في الأسطورة الأخيرة، وتُذكر القائمة الكاملة أربع مرات، إلا أن الألواح التي عُثر عليها كانت مجزأة للغاية ولم يبقى منها سوى ما يزيد قليلًا عن ستين. وهي وفق الترتيب المعطى:
1. السيادة
2. الألوهية
3. التاج الممجد والدائم
4. عرش الملكية
5. الصولجان الممجد
6. الشارة الملكية
7. الضريح الممجد
8. الرعاية
9. الملكية
10. السيادة الدائمة
11. «السيدة الإلهية» (منصب كهنوتي)
12. إيشب (منصب كهنوتي)
13. لوما (منصب كهنوتي)
14. غودا (منصب كهنوتي)
15. الحقيقة
16. الانحدار إلى العالم السفلي
17. الصعود من العالم السفلي
18. كورجارا (خصي، أو ربما مكافئ قديم لمفاهيم الزنمردة أو التحول الجنسي الحديثة[6])
19. غيربادارا (خصي)
20. ساجورساج (خصي، هزليون مرتبطون بعبادة إنانا[7])
21. راية المعركة
22. الفيضان
23. الأسلحة (؟)
24. الجماع الجنسي
25. الدعارة
26. القانون (؟)
27. التشهير (؟)
28. الفن
29. غرفة العبادة
30. هرم السماء
31. غوسليم (آلة موسيقية)
32. الموسيقى
33. الشيخوخة
34. البطولة
35. السلطة
36. العداوة
37. الاستقامة
38. تدمير المدن
39. الرثاء
40. ابتهاج القلب
41. الكذب
42. فن صنع الأدوات المعدنية
43. الكتابة
44. حرفة الحداد
45. حرفة صانع الجلود
46. حرفة البناء
47. حرفة نسج السلال
48. الحكمة
49. الانتباه
50. التطهير المقدس
51. الخوف
52. الإرهاب
53. الفتنة
54. السلام
55. الضجر
56. الفوز
57. الاستشارة
58. القلب المضطرب
59. الحكم
60. القرار
61. ليليس (آلة موسيقية)
62. أب (آلة موسيقية)
63. ميسي (آلة موسيقية)
64. ألا (آلة موسيقية)